# Selling Innocence
Selling Innocence (Brasil: Inocência à Venda / Portugal: O Mistério da Inocencia Perdida) é um filme americano de 2005 feito para a televisão, e que mostra a exploranção do jovens na internet hoje em dia.
Este filme é uma co-produção da Edmonton, ImagiNation, Cite-Amerique de Montreal, e a o canal de TV canadense CTV. Este filme foi ao ar no dia 2 de junho de 2005 pelo canal de TV canadense CTV. Também foi ao ar no canal estadunidense Lifetime.

## Sinopse
O sonho de ser modelo da Mia Sampson se realiza quando ela escolhe fotografar para fotógrafos de um site privado. Porém, quando o dono do website começa a usar as fotos com poses sensuais, alguns "fãs" da Mia começam a perserguí-la. A mãe da Mia luta para retirar as fotos do ar e de devolver a privacidade a sua filha.

## Elenco
- Alexz Johnson - Angel
- Mimi Rogers - Abby Sampson
- JR Bourne - Malcolm Lowe
- Sarah Lind - Mia Sampson
- Tamara Hope - Chelsea Burns
- Mike Lobel - Justin Johnson
- Jonne Kelly - Simone
- Fred Ewanuick - James
- Charisse Baker - Jen Wilson
- Emma Paetz - Stephanie Walker